# Rosana
Rosana Arbelo Gopar (Arrecife, Lanzarote, Islas Canarias; 24 de octubre de 1963), conocida como Rosana Arbelo o simplemente Rosana, es una cantautora española que se dio a conocer en 1996 con su tema El Talismán de su disco Lunas rotas. Rosana fue seleccionada por el Conservatorio de Artes de Madrid en donde fue admitida por presentar la canción "Contigo" y luego se graduó con la más alta distinción siendo la estudiante femenina más destacada en la historia de la institución, Rosana también es Máster en letras y lingüística de la universidad complutense de Madrid, lo que le ha brindado un amplio léxico en autoría. 

## Trayectoria artística

### Inicios y sus tres primeros discos hasta el 2002
Rosana nació y vivió en Lanzarote, Islas Canarias. Es la pequeña de una familia de ocho hermanos. A los cinco años su padre le regaló su primera guitarra, y a los ocho compuso su primera canción. A los 20 años se trasladó a Madrid, donde estudió armonía y guitarra. Con el tiempo, el dúo español Azúcar Moreno grabó el tema "Ladrón de amores", compuesto por Rosana, y más tarde, en 1994, una canción de su autoría, "Fuego y miel", cantada por Esmeralda Grao, ganó el primer puesto en el premio del Festival de Benidorm. A partir de entonces, sus composiciones empezaron a interesar a muchos artistas. Así fue que, a principios de 1996 y animada por sus amigos, decidió cantar ella misma sus propias composiciones y envió una maqueta a MCA, donde consiguió un contrato discográfico.[cita requerida]
Rosana debutó en el mercado musical en junio de 1996 con el álbum Lunas rotas, logrando un notable éxito y logrando disco de diamante en menos de un año. Incluía el tema El Talismán, el mayor éxito de España de ese año, le siguieron sencillos como: "A fuego lento", "Sin miedo y "Si tú no estás", canciones que se posicionaron en el gusto del público latinoamericano. Su entrada en la lista de superventas fue la entrada más fuerte de un artista nuevo en la historia de la música en España. Consiguió ventas de más de 1 millón de copias en ese país, y más de 900.000 en el resto del mundo. Lunas rotas se publicó en más de 30 países, entre ellos: México, Brasil, Argentina, Paraguay, Estados Unidos, Francia, Alemania, Japón y Corea del Sur. 
A finales de ese año, el director y productor cinematográfico Quentin Tarantino utilizó dos de sus canciones en su película Curdled, en la que ejercía de productor, dichos temas fueron "Lunas rotas" y "El Talismán", los cuales se colocaron en un nicho de oro durante la presentación de la película. Desde entonces, este álbum ha vendido más de 3 millones de copias a nivel nacional e internacional, convirtiendo a Rosana en la artista española con más ventas de la década de los años 90 en España. Además de realizar más de mil conciertos en todo el mundo.[cita requerida]
A finales de 1998, Rosana continuó realizando giras por Europa y América Latina. Siguiendo la línea musical de su primera producción, publica ese mismo año su disco Luna nueva, álbum en el que colaboran Mª Dolores Pradera, Las Hijas del Sol y The Harlem Gospel Singers. Su primer sencillo "Domingos en el cielo", una canción alegre y positiva, ocupó el primer lugar en las radios nacionales, aunque por poco tiempo, le siguió el segundo sencillo "Contigo". Sus siguientes sencillos son de corte romántico: "Ya no siento" y Amainará", lograron el número 1 en las emisoras no solo de España, sino de varios países del mundo por más de siete semanas consecutivas. El álbum obtuvo gran éxito en ventas, y aunque no superó las de su disco anterior, sí superó el millón de copias, llegando a vender más de 900.000 copias en España y 700 000 en el resto del mundo. Ese mismo año se ocupó de la composición y producción del himno oficial de la Selección Española para la Copa Mundial de Fútbol de Francia 1998.
En septiembre del 2001 salió a la venta su disco de nombre homónimo Rosana. Su nuevo trabajo, producido, compuesto e interpretado por ella, experimenta nuevos ritmos, intentando ofrecer un estilo más roquero, producto directo de haber nacido en las Islas Canarias donde los géneros musicales se funden. Su primer sencillo "Pa' ti no estoy", se posicionó rápidamente en el gusto del público, gracias a su mensaje positivo y al estilo alegre de la canción. Sus siguientes sencillos, "Donde ya no te tengo" y "Hoy", tuvieron mediana repercusión en comparación a sus otros temas. También incluyó una versión de su tema "Mil y una noches" acompañada de mariachi, en agradecimiento al público mexicano, del cual la cantante ha afirmado que: "México es mi niño bonito, ya que me ha dejado saborear paso a paso mi carrera artística, allí cada disco ha ido funcionando un poco mejor". Rosana (2001) alcanzó el puesto número 1 en ventas en España, y llegó a vender 400 000 de copias en España y más de 500 000 copias en el resto del mundo.

### De 2003 a 2010
El 23 de mayo de 2003, en el Círculo de Bellas Artes, Rosana presenta su primer libro "Material sensible: Canciones y poemas", editado por Ediciones Aguilar. Es una selección de pensamientos, poemas, canciones escritas para otros intérpretes, canciones ya interpretadas por ella y otras inéditas. Vendiendo más de 25.000 ejemplares, todo un récord para un libro de poesía. Carlos Tena, uno de los mejores críticos de la música española, presentó el libro, calificando a la cantautora como: «Una poetisa que sabe hacer canciones o una cantante que sabe hacer poemas…una novia del mar». En este mismo año Rosana trabaja en la creación de un nuevo sello discográfico, llamado "Lunas Rotas" desde el que se lanzarán artistas noveles entre ellos, Condena2, Carlos Doménech y Jesús Romero entre otros.
El 1 de diciembre de 2003, Rosana publica Marca registrada un CD doble grabado en directo con 10 canciones nuevas, 12 de sus éxitos y dos videos en directo, este cuarto álbum de Rosana, es un disco diferente, ya que no sólo reúne éxitos y canciones queridas de sus tres anteriores producciones; sino que también estrena canciones inéditas. El primer sencillo fue "No habrá Dios" que no contó con videoclip oficial, sino que se lanzó un vídeo en directo del concierto. La grabación se realizó en dos lugares diferentes, con dos ambientes y planteamientos musicales distintos. El CD1 se grabó en agosto de 2003 en Manilva, Málaga y el otro, en septiembre del mismo año en el Teatro Coliseum Madrid. Con este disco terminaría su contrato con Universal Music, cambiándose a Warner Music Spain.
Con nueva discográfica, Rosana lanza su quinto trabajo discográfico, Magia que fue lanzado el 6 de junio de 2005, el disco tuvo buena respuesta, pero fue su primer disco de estudio en no alcanzar la primera posición, llegando sólo al puesto n.º 3. Al mes de su salida, la cantante recibió de las manos de Mariano Pérez, presidente de DRO, el primer disco de platino por las 100.000 copias vendidas de Magia. 
Su primer sencillo "Aquel Corazón" de corte romántico se mantuvo en los primeros puestos de popularidad en las radios españolas e hispanas. Su segundo sencillo "Soñaré" también llegó a los primeros puestos y supone una confirmación en el estilo Pop/Rock de Rosana con mensajes alegres, llenos de positivismo y amor. Su tercer sencillo "Carta Urgente", tuvo poca repercusión en Latinoamérica, aun así logró gran aceptación en España. Poco después se lanzó una edición especial llamada Más Magia. A finales de ese año se lanzó un disco de Grandes Éxitos.
En junio de 2007, haciéndolo coincidir con la fecha en la que editó hace 10 años su primer álbum Lunas rotas, Rosana edita un digipack en formato especial que se llamó De casa a las ventas, un álbum de 3 CD y un DVD. En el primer CD se incluye su primer álbum remasterizado. En otro disco se incluyen temas inéditos, más las 6 maquetas inéditas que en su día no formaron parte del mítico Lunas rotas, y el tercero que es un directo que Rosana ofreció en la "Plaza de toros de Las Ventas" en 25 de septiembre de 1997 en Madrid, donde por primera vez un artista novel colgó el letrero de «Localidades agotadas». Además de los vídeos e imágenes de archivo que tuvieron algo que ver con la etapa de Lunas rotas. Y en el DVD se incluyó 2 documentales De casa a las Ventas y En las calles de Madrid, más los videoclips de «El Talismán», «Sin miedo» y «Si tú no estás», acompañado por un libreto de 32 páginas. El primer sencillo para promocionar este trabajo fue En las calles de Madrid.
El 14 de abril de 2009 salió a la venta su séptimo trabajo discográfico A las buenas y a las malas. En palabras de la canaria, se trata de su trabajo «más eléctrico, más directo, más pop-rock de arriba a abajo, más uniforme y menos latino». Trece canciones en las que continúa plasmando una visión optimista de la vida. Para la portada de este nuevo trabajo, la cantante aparece con un gran símbolo de la paz pintado en su rostro junto a dos rayas rojas, el símbolo previo a la guerra de los comanches. Una estética que mantiene en el vídeo de su primer sencillo «Llegaremos a tiempo». Con A las buenas y a las malas, Rosana comenzó una gira el 6 de junio de 2009 en Calasparra (Murcia). Una gira de verano que pasó por Zaragoza, Barcelona y Madrid, entre otras ciudades, y con la que realizó más de 200 conciertos dentro y fuera de España. El 1 de diciembre de ese año, se publicó Todo Rosana, un Box-Set que recoge los 5 discos de estudio de editados por la cantante entre 1996 y 2007.

### Desde 2011 a 2022
Rosana regresa a la escena musical con un nuevo trabajo discográfico en noviembre de 2011 llamado ¡Buenos días, mundo!, título que ella eligió ya que llevaba tiempo queriendo que el mundo 'sueñe despierto'. Este nuevo trabajo está compuesto de trece canciones inéditas en las que la cantautora apuesta por un estilo más cercano al rock, pero sin olvidar su esencia pop tan característica.
El primer sencillo «Mi trozo de cielo», una canción llena de esperanza que habla de lo que vive el mundo actualmente, ocupó los primeros lugares en las radios españolas y se mantuvo dentro de los Top10 en las listas de Latinoamérica. Como parte de promoción de este disco, Rosana inició a finales de ese año una nueva gira de conciertos que la llevó por toda España, América así como Reino Unido y Alemania. Buenos días, Mundo!, ocupó el 1º lugar en iTunes el día de su salida al mercado y en su primera semana, entró en el puesto cinco de los álbumes más vendidos en España.
En febrero del 2012 pisa por segunda vez el escenario del Festival de la Canción de Viña del Mar, donde obtuvo 3 galardones, la antorcha de plata y oro más la gaviota de plata. Su actuación fue incluida entre las 5 mejores presentaciones del Festival. Su álbum "Buenos días, mundo" le permitió obtener una nominación a los Grammy Latino 2012 como "Mejor Álbum Cantautor" y fue la única mujer nominada en esta categoría.
Rosana lanza 8 Lunas el 19 de noviembre de 2013, un disco especial pues, en palabras de la artista, aunque toma canciones de álbumes anteriores de Rosana no es un disco de éxitos ni de colaboraciones al uso. 8 Lunas se lanza para conmemorar los 17 años de carrera de Rosana (1+7:8), luego de darse a conocer en 1996 con Lunas Rotas. El disco reúne 16 canciones, algunas que han sido sencillos de la cantante y otras que son desconocidas para una parte del público, pero que sus fanes reconocen y piden en sus conciertos. En este álbum, Rosana invita a algunos de sus colegas de la escena musical dando como resultado un álbum "de viejas canciones pero que parecen nuevas" donde Rosana reinventa temas tan conocidos como "El Talismán", acompañada del maestro Rubén Blades o "Si tú no estás" con el cantante de la agrupación Camila, Mario Domm. 8 Lunas estuvo nominado a los premios Latin Grammys en la categoría "Mejor Álbum Cantautor".
En la memoria de la piel es el séptimo álbum de la cantautora española Rosana, publicado el 4 de noviembre de 2016. El disco reúne 11 canciones que comenzó a escribir en julio de 2015, después de su gira internacional. En este disco Rosana colabora con varios artistas: Bori Alarcón (ingeniero de grabación y mezclas), Iñaki García (con los pianos, hammond y teclados), Javier Quilez (con los bajos), Luis Carlos Esteban (programaciones), Paco Salazar y David Pedragosa (con las guitarras), Cris Méndez (con los coros) y Coqui Giménez (con la batería).
El 25 de mayo de 2018 se lanza la reedición de "En La Memoria De La Piel" Un pack de dos discos que incluye el CD con las versiones originales más la colaboración con el cantante Mexicano Carlos Rivera en el tema "No Olvidarme De Olvidar" y un segundo disco que incluye todas las versiones del disco original en formato acústico sumando a este el tema inédito "Sin Tanta Ropa" del cual es coautora junto a Rosana la cantante boricua Kany García.

## Discografía

### Álbumes de estudio
| Año  | Álbum                      | Copias vendidas    |
| ---- | -------------------------- | ------------------ |
| 1996 | Lunas rotas                | 3 000 000          |
| 1998 | Luna nueva                 | 1 600 000          |
| 2001 | Rosana                     | 900 000            |
| 2005 | Magia                      | 100 000            |
| 2009 | A las buenas y a las malas | No fue certificado |
| 2011 | ¡Buenos días, mundo!       | No fue certificado |
| 2016 | En la memoria de la piel   | No fue certificado |

### Álbumes en directo
- 2003: Marca registrada

### Álbumes recopilatorios y ediciones especiales
- 2005: Grandes éxitos
- 2005: Más Magia
- 2013: 8 lunas

### Box Set y Digipack
- 2007: De casa a Las Ventas
- 2009: Todo Rosana

## Televisión
| Año       | Programa               | Rol           | Canal     | País     |
| --------- | ---------------------- | ------------- | --------- | -------- |
| 2018      | Operación Triunfo 2018 | Juez invitada | TVE       | España   |
| 2020      | La voz Senior          | Coach         | Antena 3  | España   |
| 2021-2022 | Factor X               | Jurado        | Canal RCN | Colombia |

## Libros
- Rosana: Material sensible. Canciones y poemas.

## Colaboraciones
Rosana ha colaborado con diferentes artistas:
| - Articolo 31 (Italia) - Dueto "Non so cos'è" - Blu (Lo que sueño), (con Zucchero) - Tributo a Duncan Dhu - Interpretando el tema "No puedo evitar (pensar en ti)" - Homenaje México - Interpreta el tema "Si Dios me quita la vida", del compositor mexicano Luis Demetrio, en un disco de homenaje que varios cantantes hispanos tributan a dicho país. - Villancico Canario (con Pedro Guerra), incluido en su álbum Luna nueva - Mª Dolores Pradera - Dueto del tema "El día que se hizo tarde" - The Harlem Gospel Choir - Armando Manzanero - Dueto del tema "No se tu" - Dueto con Alberto Plaza tema "Sentencia" - Dueto con Belén Esteban tema "No se mañana" - Raimundo Amador Interpretando el tema "Mis querid@as desgraciad@s" - José Antonio Ramos - Las Hijas del Sol, en la canción Sonríe del álbum Luna nueva - Ketama - Reyli - CD Bien acompañado (Interpretan a dúo el tema "Un aguacero") - Sergio Vallin (Maná)CD "Bendito entre las mujeres" - Rosana interpreta "Tan dentro de mi" - José Ortega Soto | - Sting - Dueto con Gesu tema "Un beso tuyo" - Dueto con Cómplices tema "Cuento con tu risa" - Presentación en directo de Sergio Almagro con Rosana "Tiembla mi voz" LORCA SOMOS TODOS. Canción Benéfica para los damnificados de Lorca Murcia y todo el mundo por causas de Terremotos y Tornados para la Cruz Roja. - Dueto con Leonel García para su álbum "Todas Mías" con la canción "Te vi Venir" 2013 - Dueto con Efecto Pasillo "Pan y Mantequilla y Buenos Días Mundo" - Dueto con Mario Domm "Si tú no estás" - Dueto con Jesús Navarro "Magia" - Dueto con Alex Hepburn "Buenos Días, Mundo" - Dueto con Martina La Peligrosa "Yo No Te Dejo Marchar" - Dueto con Paulinho Moska "Lunas Rotas" - Dueto con Sie7e "Sin Miedo" - Dueto con Abel Pintos "Carta Urgente" - Dueto con Fito Cabrales "Mi Trozo De Cielo" - Dueto con Ruben Blades "El Talismán" - Dueto con Atacados "Agárrate a la vida" - Dueto con César López "Gratitud" |

## Premios
| Premio Ondas - 1996: Premio al Artista Revelación - 1996: Premio al Mejor Álbum "Lunas Rotas" Premios de la Música - 1997: Premio al Autor Revelación - 1997: Premio al Artista Revelación - 1998: Premio al Mejor álbum Femenino "Lunas Rotas" - 1998: Premio al Mejor álbum Pop-Rock "Lunas Rotas" XL Festival Internacional de la Canción de Viña del Mar - 1999: Gaviota de Plata - 1999: Premio Especial del Público Premio Amigo - 1997: Premio a la Mejor Solista Femenina - 1997: Premio al Mejor Álbum Español "Lunas Rotas" - 1999: Premio a la Mejor Solista Española - 2001: Premio a la Mejor Solista Femenina IFPI: Platinum Europe Award - 1997: Por las ventas superiores a un millón de copias en Europa por su disco Lunas rotas. Premios Gardel de la Música - 1999: Premio a la Mejor Solista Femenina Latina Premio Cadena 7 - 2001: Premio a la Mejor Solista Femenina Premios Tu Música - 2002: Nominada a la Mejor Grabación Pop Femenina. Premio COPE - 2006: Premio Comunicación, otorgado por la asociación de prensa de Lanzarote y Fuerteventura. Premio "Micrófono de Oro" - 2006: Premio otorgado por la Federación de Asociaciones de Radio y Televisión de España. Cangrejo de Oro - 2007: Premio otorgado por el CICPC Premio "Lunas del Auditorio" - 2007: Premio otorgado por el Auditorio Nacional de México D.F. Medalla de Oro al mérito en las Bellas Artes - 2008: Premio otorgado por el Gobierno Canario | Premio Cadena Dial - 2009: Premio a la Mejor Solista Española Premio "Ser Canario" - 2010: Premio Individual "Premio Cadena Dial" - 2010: Premio Especial 20 años Cadena Dial Festival Internacional de Música Tierra de Gigantes de Campo de Criptana - 2011: Premio Quijote De La Música LIII Festival Internacional de la Canción de Viña del Mar - 2012: Antorcha de Oro - 2012: Antorcha de Plata - 2012: Gaviota de Plata otorgado espontáneamente por el público Grammy Latino - 2012 Nominada a mejor Album Cantautor. - 2012 Rosana recibe reconocimiento como Huésped Distinguida del Perú Premios Pantalla De Cristal - 2012 Ganador video "Yo No Te Dejo Marchar" categoría mejor Fotografía Festival Pantalla de Cristal, México Festival del Huaso de Olmué - 2013 Reconocimiento por el público XLIV Versión Reconocimiento Llaves de Miami - 2013 Recibe las llaves de la ciudad de Miami de manos del alcalde Tomás Regalado |

## Giras
- 1996/1997: Tour Lunas Rotas
- 1998/2000: Tour Luna Nueva
- 2001/2003: Tour Rosana
- 2005/2007: Tour Magia
- 2009/2010: Tour A las buenas a las malas
- 2011/2012: Tour ¡¡Buenos días mundo!!
- 2013/2015: Tour 8 Lunas
- 2017: Tour En la memoria de la piel